# Suceava Blues Festival
Suceava Blues Festival este un festival internațional de muzică blues din municipiul Suceava, județul Suceava, Bucovina, România. Suceava Blues Festival are o istorie de 15 ani, începând din anul 2009, reunind artiști internaționali de blues din Europa, Statele Unite ale Americii (SUA) și Australia precum și artiști români. De-a lungul timpului, printre artiștii internaționali care au concertat la Suceava Blues Festival s-a numărat și chitaristul german Henrik Freischlader în anul 2016 (cu trio-ul muzical al acestuia).
Organizatorul festivalului este Bobby Stroe împreună cu Asociația Pentru Suceava. Ultima ediție a festivalului s-a desfășurat pe platoul Cetății de Scaun a Sucevei în luna iulie a anului 2024. Intrarea în cadrul festivalului este gratuită. În 2024, durata festivalului a fost de 3 zile. Acest festival muzical este dedicat memoriei lui Fani Adumitroaie, cel mai important artist de blues al Sucevei precum și unul dintre pionierii blues-ului din România. Festivalul este unul dintre puținele din acest gen muzical care încă mai există în România. Începând cu ediția din anul 2025, festivalul are o chitară personalizată ca simbol al acestuia, mai precis un Fender Telecaster. În plan extern, acest festival este perceput ca unul dintre cele mai importante de acest fel din Europa de Est. În plan intern, acest festival muzical „a devenit un reper cultural important al regiunii”.

## Istorie
Istoria acestui festival de blues din România a început în anul 2009. În trecut, festivalul a fost cunoscut drept Blues ConFusion Festival. De-a lungul timpului, festivalul a avut mai multe denumiri precum „MusicFest”, „Blues No Mercy” sau „Blues Con-Fusion” și a avut loc în: Casa de Cultură din Suceava, Club 60, Talcioc Cultural (actuala Art Rock Cafe), Gârla Morii, Esplanada Casei de Cultură din municipiul Suceava și, în final, Cetatea de Scaun a Sucevei (mai precis pe platoul acesteia). Pentru următoarea ediție a festivalului care va avea loc în iulie 2025, pe parcursul a trei seri, vor cânta 12 trupe internaționale din Statele Unite ale Americii (USA), Regatul Unit al Marii Britanii și al Irlandei de Nord (UK), Italia, Grecia sau Polonia precum și artiști autohtoni. În edițiile precedente ale festivalului au cântat Nightlosers, Mike Godoroja, Semnal M, Berti Barbera sau Sorin Chifiriuc de asemenea.

### Ediția din anul 2022
Ediția din anul 2022 a avut loc platoul Cetății de Scaun Suceava.

### Ediția din anul 2023
În anul 2023, capul de afiș al festivalului a fost chitaristul Philip Sayce din Canada. Această ediție a festivalului a avut loc pe Esplanada Casei de Cultură din municipiul Suceava.

### Ediția din anul 2024
În anul 2024, festivalul a avut loc pe platoul Cetății de Scaun a Sucevei. Această ediție a festivalului a inclus lansări de discuri de asemenea.

### Ediția din anul 2025
Pentru ediția din anul 2025, Ian Siegal, John Montana sau Sugar Queen Blues sunt câțiva dintre artiștii străini care sunt programați să cânte live. Ediția din anul 2025 este cea de-a XVI-a ediție a acestui festival și cuprinde 12 recitaluri. Data de 4 iulie 2025 în cadrul ediției a XVI-a a acestui festival include o prezentare de carte intitulată „Muzica între libertate și manipulare” de chitaristul român A. G. Weinberger de asemenea. Pentru această ediție a festivalului sunt programate 12 formații din Statele Unite ale Americii (SUA), Regatul Unit al Marii Britanii și al Irlandei de Nord (UK), Italia, Grecia și Polonia împreună cu artiști autohtoni. Renumita chitaristă sârbă Ana Popović din Statele Unite este programată să concerteze în cadrul ediției din anul 2025 de asemenea, aceasta fiind apreciată de Bruce Springsteen. Alte manifestări culturale ale ediției festivalului din anul 2025 includ târguri respectiv ateliere. Ediția din 2025 a festivalului va debuta la Teatrul Municipal „Matei Vișniec” din Suceava la data de 4 iulie 2025.

## Parteneri instituționali și media
Partenerii instituționali ai festivalului sunt:
- Consiliul Județean Suceava;
- Primăria Municipiului Suceava;
- Muzeul Național al Bucovinei;
- Centrul Cultural Bucovina;
- Teatrul Municipal „Matei Vișniec” din Suceava;[39]
- Universitatea „Ștefan cel Mare” din Suceava (USV);
- Casa de Cultură a Studenților din Suceava.

Printre partenerii media se numără brand-uri precum: Rock FM, Viva FM Suceava, Monitorul de Suceava sau Crai Nou Suceava.